# 里卡多·阿尔瓦雷斯
里卡多·加夫列尔·阿尔瓦雷斯（西班牙語：Ricardo Gabriel Álvarez，發音：[riˈkaɾðo ɣaˈβɾjel ˈalβaɾes]；1988年4月12日—）是一名前阿根廷足球运动员，司职进攻中场。已於2021年退役。他曾是阿根廷國家足球隊隊員。

## 俱乐部生涯
阿尔瓦雷斯早期曾在当地球队踢Papi futbol（中南美洲流行的一种运动，在类似篮球场的场地踢足球），2005年至2006年曾经在博卡青年短暂接受青训，之后转投萨斯菲尔德。
2008年，阿尔瓦雷斯在萨斯菲尔德开始了自己的职业生涯。但在上演处子秀后不久，他的膝盖十字韧带便遭遇重伤，这次受伤也让他在一线队站稳脚跟的梦想破灭。阿尔瓦雷斯是萨斯菲尔德夺得2009年秋季联赛阵容中的一员，但整个赛季他只在萨斯菲尔德1比0击败胡胡伊体操击剑的联赛中出场18分钟。2010年开始，阿尔瓦雷斯开始取得突破，并坐稳了萨斯菲尔德的主力位置，他的精彩表现也帮助萨斯菲尔德夺得2011年秋季联赛的冠军。
2011年7月5日，意大利足球甲级联赛球队国际米兰宣布以1175万欧元左右买下阿尔瓦雷斯90%的经济权益，剩余10%由萨斯菲尔德保留。在阿尔瓦雷斯代表国际米兰出场80场后，国际米兰可以用100万欧元从萨斯菲尔德购下剩下10%的权益。8月6日在中国北京进行的意大利超级杯对阵AC米兰的比赛中，阿尔瓦雷斯首次代表国际米兰先发出场。11月23日的欧洲冠军联赛小组赛国米客场对阵特拉布宗体育队的比赛中，阿尔瓦雷斯攻入了代表国米出战的首粒入球。
2014年9月，他被租借到英格兰足球超级联赛球队桑德兰。

## 国家队生涯
2011年8月18日阿根廷对阵尼日利亚的友谊赛中，阿尔瓦雷斯首次代表成年国家队出场亮相。

## 荣誉
- 萨斯菲尔德
  - 阿根廷足球甲级联赛：2009秋季，2011秋季